# Distretto di Zhanqian
Il distretto di Zhanqian (站前区S, Zhànqián QūP) è un distretto della Cina, situato nella provincia di Liaoning e amministrato dalla prefettura di Yingkou.